# 條鰭軟梳䲁
條鰭軟梳䲁（學名：Malacoctenus versicolor），為輻鰭魚綱䲁形目脂䲁科軟梳䲁屬的一個種，分布於西大西洋美國佛羅里達州、巴哈馬、古巴及安地列斯群島海域，深度0至7公尺，本魚頭部細長，吻尖，兩側鼻孔通常長有7條或更多的觸鬚，頸背有一對分枝繁多的觸鬚，眼上方有一條分枝的觸鬚，上頜後端上部被眼下骨質覆蓋，口頂兩側無齒，背鰭棘與鰭條之間有缺口，側線鱗40-69片，雌魚體白色，雄魚體紅色，頭部和身體後部有一系列約5條寬的深色條紋，幾乎延伸到背鰭的邊緣，背鰭的前部較高處是深色，雌魚鰭上有斑點，但雄魚沒有，背鰭硬棘18枚、背鰭軟條7枚，體長可達7.6公分，棲息在水淺的沙地或珊瑚礁區，通常躲在縫隙，以橈腳類、片腳類動物為食，生活習性不明。